# Natuurkundig systeem
In de natuurkunde heeft het woord systeem een technische betekenis, het is namelijk het gedeelte van de natuurkundige universum dat is uitgekozen voor analyse. Alles wat buiten dit systeem ligt, staat bekend als de omgeving, waarin de analyse wordt genegeerd, behalve voor haar effecten op het systeem. De scheiding tussen systeem en omgeving is een vrije keuze, die gewoonlijk gemaakt wordt om de analyse zo veel mogelijk te versimpelen. Een geïsoleerd systeem is er een dat een verwaarloosbare interactie met zijn omgeving heeft.
Vaak wordt een systeem in deze zin gekozen om te corresponderen met de meer gebruikelijke betekenis van het woord systeem, zoals een bepaalde machine. Maar natuurkundige systemen zijn vaak meer esoterisch: een atoom, het water in een meer, of zelfs het water in de linker helft van een meer, kunnen allemaal als natuurkundige systemen worden beschouwd. In de studie van kwantumdecoherentie kan het "systeem" verwijzen naar de macroscopische eigenschappen van een object (dat wil zeggen de positie van een slingergewicht), terwijl de relevante "omgeving" de interne vrijheidsgraden is, klassiek beschreven door thermische trillingen van de slinger.